# Marlis Tempel
Marlis Tempel (* 30. März 1929; † 14. September 2015) war eine deutsche Tierschützerin und Politikerin (SPD).

## Leben

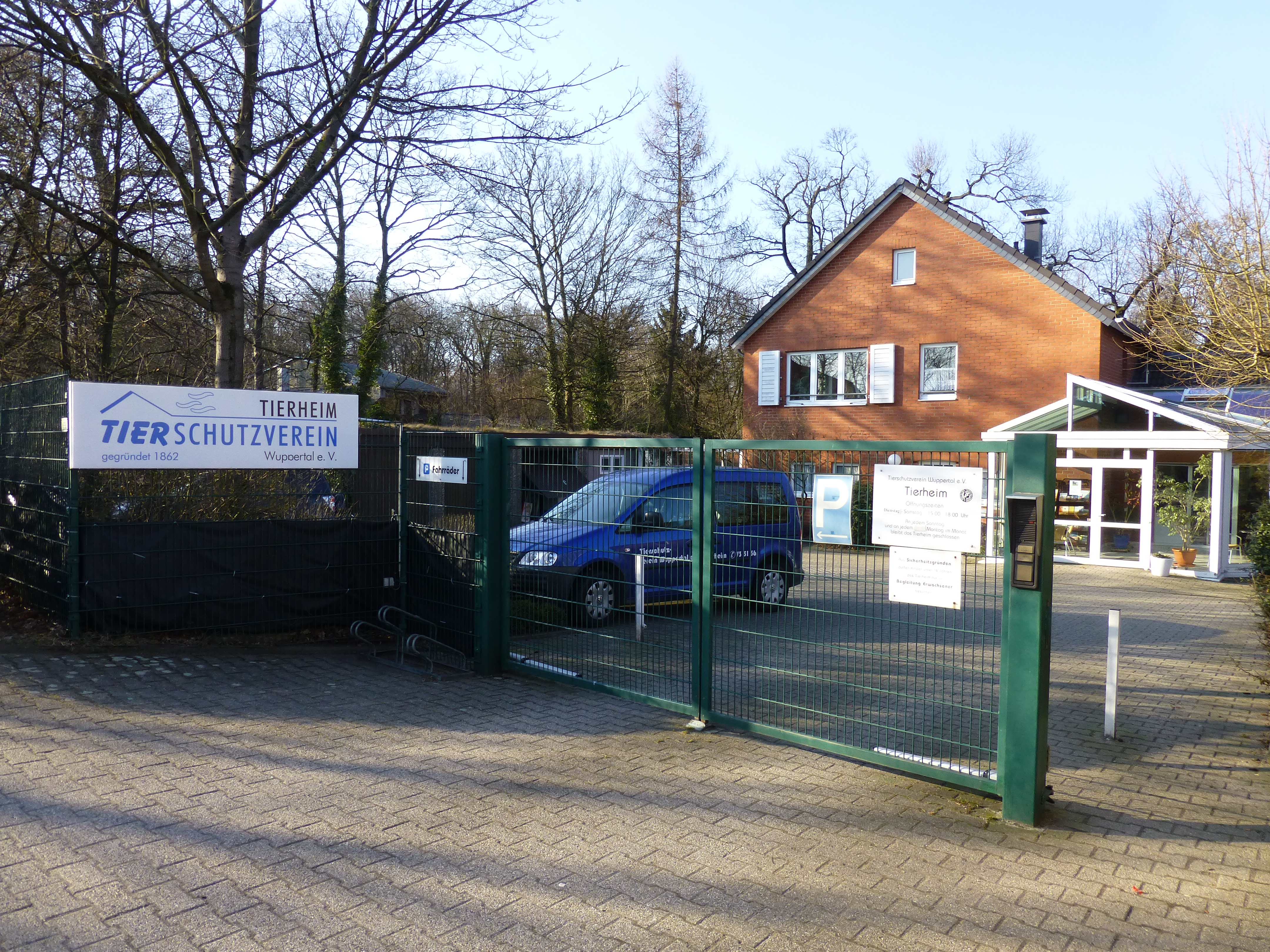
Tierheim des Tierschutzvereins Wuppertal e.V. an der Waldkampfbahn in Vohwinkel

Marlis Tempel, eine ehemalige Stadtverordnete der Stadt Wuppertal, wurde 1970 in den Vorstand des Tierschutzvereins Wuppertal berufen, wo sie von September 1978 bis Oktober 1992 zunächst als Schatzmeisterin, dann von 1992 bis 2012 als Vorsitzende des geschäftsführenden Vorstands fungierte.
Die Beschaffung von Geldmitteln für den anfänglich unter finanzieller Not leidenden Verein zwecks Unterhaltung eines kleinen, eher behelfsmäßigen Tierheims gehörte anfänglich zu ihren vornehmlichsten Aufgaben. Mit einem Architekten widmete sie sich später der Planung eines Tierheimneubaus, der dank einer Erbschaft im Jahre 1988 auf dem angekauften Grundstück an der Vohwinkeler Waldkampfbahn möglich wurde. Auch im  fortgeschrittenen Alter zeigte sie Präsenz bei Informationsveranstaltungen, Festen, in der Geschäftsstelle und zuletzt im an sechs Tagen in der Woche geleisteten Telefondienst für das Tierheim.
Marlis Tempel verstarb am 14. September 2015 nach schwerer Krankheit. Sie hinterließ zwei Töchter und drei Enkelkinder.

## Auszeichnungen
Für ihre Verdienste als Politikerin, im sozialen Bereich und im Tierschutz erhielt sie das Bundesverdienstkreuz und den Ehrenring der Stadt Wuppertal (1994). Anlässlich des 150sten Geburtstags des Tierschutzvereins 2012 wurde sie mit der Goldenen Ehrennadel des Deutschen Tierschutzbunds sowie mit dem Ehrenpreis des Landesverbands ausgezeichnet.